# Vladimír Mišík
Vladimír Mišík (Prága, 1947. március 8.–) cseh gitáros és énekes.

## Pályafutása
Tizenéves korában alakította meg első együttesét, az Uragánt, később a Komety frontembere volt, ahol Radim Hladíkkal játszott. Később mindketten a The Matadors-ban folytatták a pályafutásuknak, majd 1968-ban együtt hozták létre a Blue Effect zenekart. 1970-ben Mišík kivált a Blue Effectből és a Flamengo tagja lett. Ezt követően egy darabig az Energitben is játszott. 1974-ben új zenekart alapított Etc… néven, melynek jelenleg is tagja.

## Lemezei

### A Blue Effect-tel
- Meditace (1970)
- Kingdom Of Life (1971, a Meditace angol nyelvű változata)

### A Flamengoval
- Kuře v hodinkách (1972, Supraphon)
- Paní v černém (2003, az 1967–1972 között kislemezeken megjelent számokat tartalmazza)

### Az Etc…-vel
- Vladimír Mišík (1976)
- They Cut Off The Little Boy’s Hair (1978, az első lemez angol nyelvű változata)
- 2 (1980)
- 3 (1986)
- 4 (1987)
- 20 deka duše (1990)
- Nechte zpívat Mišíka (1991)
- Jen se směj (1993)
- Unplugged (1994)
- Město z peřin (1996)
- Nůž na hrdle (1999)
- Síň slávy (2000, válogatás)
- Umlkly stroje (2004)
- Archa + hosté (2008)
- Déja vu (2009)
- Ztracený podzim (2010)